# Bojong Lor
Bojong Lor is een bestuurslaag in het regentschap Cirebon van de provincie West-Java, Indonesië. Bojong Lor telt 3922 inwoners (volkstelling 2010).